# Huile de baleine

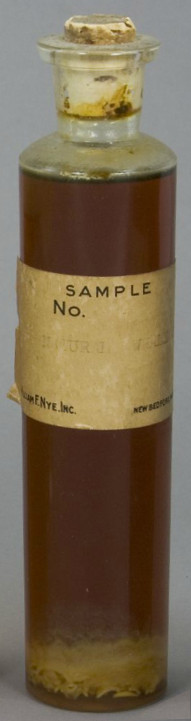
Bouteille d'huile de baleine

L'huile de baleine est l'huile animale obtenue de plusieurs espèces de baleines de la famille des balénidés, telles que la baleine de Biscaye ou la baleine du Groenland. On a aussi tiré beaucoup d'huile de baleine des cachalots, et localement des orques et des bélugas.
Elle a été la première des huiles animales à devenir très rentable. Extraite du lard de l'animal, son exploitation industrielle est l'une des causes de régression des grands cétacés.
Le moratoire décrété en 1986 par la Commission baleinière internationale sur le commerce des produits issus de la chasse aux baleines a sonné le glas de cette huile. Des substituts ont été trouvés pour la plupart de ses usages, notamment avec les huiles végétales, comme l'huile de jojoba et les huiles minérales, comme le kérosène.

## Description

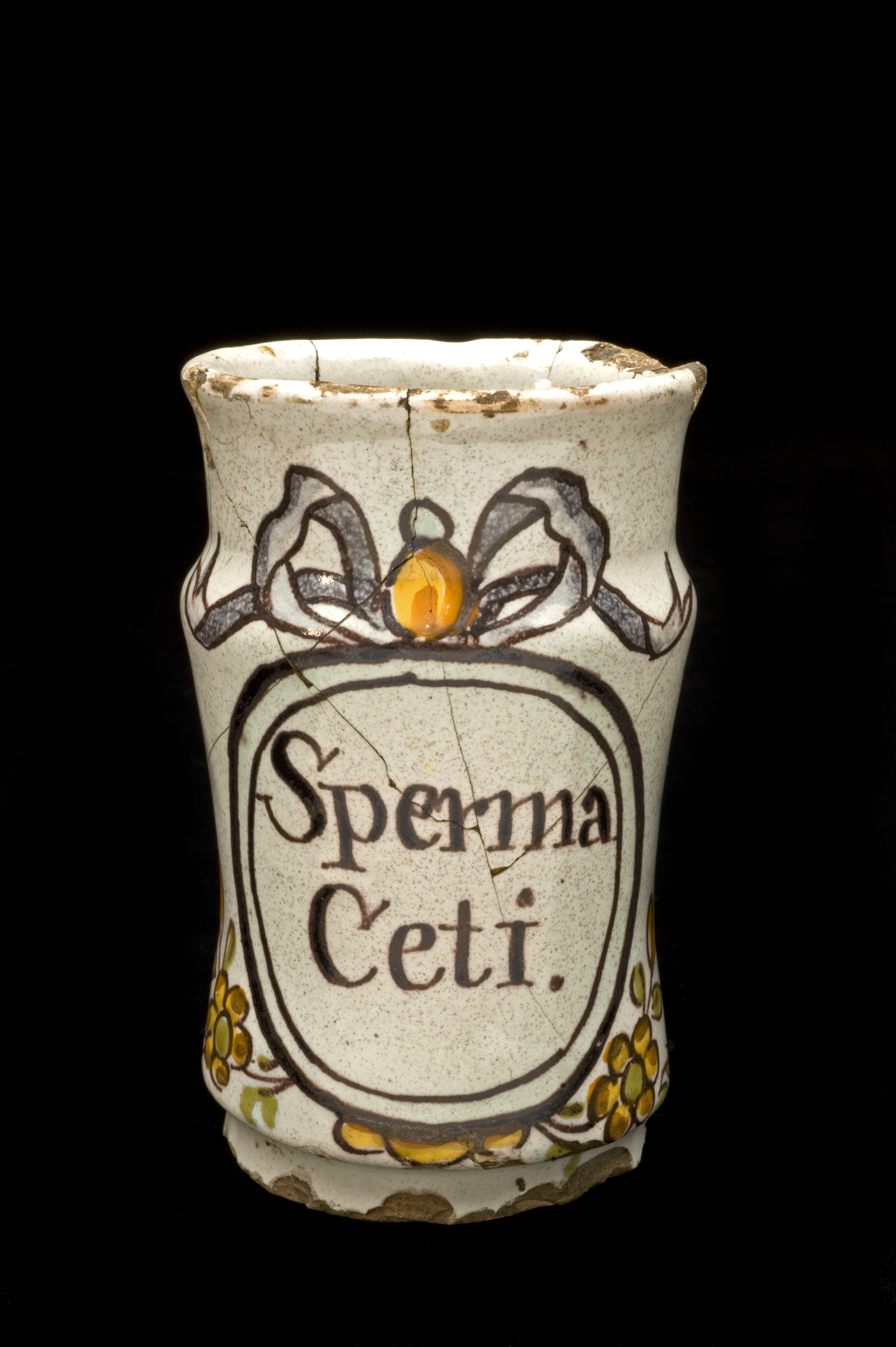
Ancien contenant de spermaceti (Italie)

### Huile de baleine commune
L'huile de baleine commune est obtenue à partir de graisse interne (le lard) et de celle des poils. L'huile de baleine est issue de différentes espèces de cétacés, de la baleine franche, au rorqual, au cachalot ou à l'hyperoodon. Ces animaux à sang chaud possèdent une couche de lard située entre leur peau et leurs muscles, qui leur sert d'isolant pour retenir la chaleur corporelle.
C'est de cette couche de graisse qu'est issue par chauffage l'huile de baleine. La stéarine qui en est extraite est incolore, inodore et insipide, et est présente dans de nombreuses graisses végétales et animales. C'est le constituant principal de la graisse de bœuf (colorée en jaune par le carotène de l’herbe), de la graisse contenue dans les bosses des chameaux et du beurre de cacao.
L'huile liquide qui résulte du chauffage est nommée « huile de baleine pressée », tandis que le dépôt solide qui reste est nommé « suif de baleine ».
La couleur de cette huile de baleine varie du jaune miel brillant au brun foncé, selon la condition de la baleine de laquelle l'huile a été extraite.

### Spermaceti (confusion possible)
Le blanc de baleine ou spermaceti est une substance blanche présente dans la tête de certains cétacés comme le cachalot ou l'hyperoodon. L'organe correspondant est nommé organe du spermaceti.
La plupart des autres cétacés ont un organe similaire moins développé, appelé melon.
Cette substance n'a pas de rapport avec le liquide séminal de l'animal, même si elle a été confondue avec lui en première approche, d'où son nom (sperma ceti = liquide séminal de baleine).
On extrayait donc cette « huile de baleine » (en anglais : whale oil), notamment du rorqual rostré (hyperodoon rostratus), appelé en anglais « Sperm whale ». L'huile de baleine hyperoodon était parfois appelée « en anglais « Arctic sperm oil ». Elle était moins chère mais de qualité inférieure à la vraie huile de cachalot.
L'huile de spermaceti est composée d'esters de cire contenant une faible proportion de triglycérides, d'un ester d'acide gras insaturé et d'un alcool gras à chaîne ramifiée. C'est un antioxydant naturel et un agent de transfert de chaleur. Par réaction catalytique, il transporte des dérivés du phosphore et du soufre, apportant une modification anti-usure et de friction.
Cette substance lipidique, semi-liquide et cireuse, avec une très légère odeur, de couleur nacrée, devenant liquide au-dessus de 30 °C, donnait une huile considérée de toute première qualité pour certains emplois.
Bien qu’on l’appelle traditionnellement une « huile », c’est techniquement une cire liquide. On trouvait ce blanc de baleine autrefois « dans le commerce sous la forme de pains blancs, demi-transparents, cassants..., il produisait sous le doigt la même impression que le savon dur »

### Extraction
Ces deux produits (huile de baleine et spermaceti) peuvent se retrouver sous l'appellation unique d'« huile de baleine ».
La stéarine et le spermaceti peuvent être séparés de l'huile à basses températures ; à moins de 0 °C, ces composants peuvent être presque complètement cristallisés et filtrés.

## Fabrication

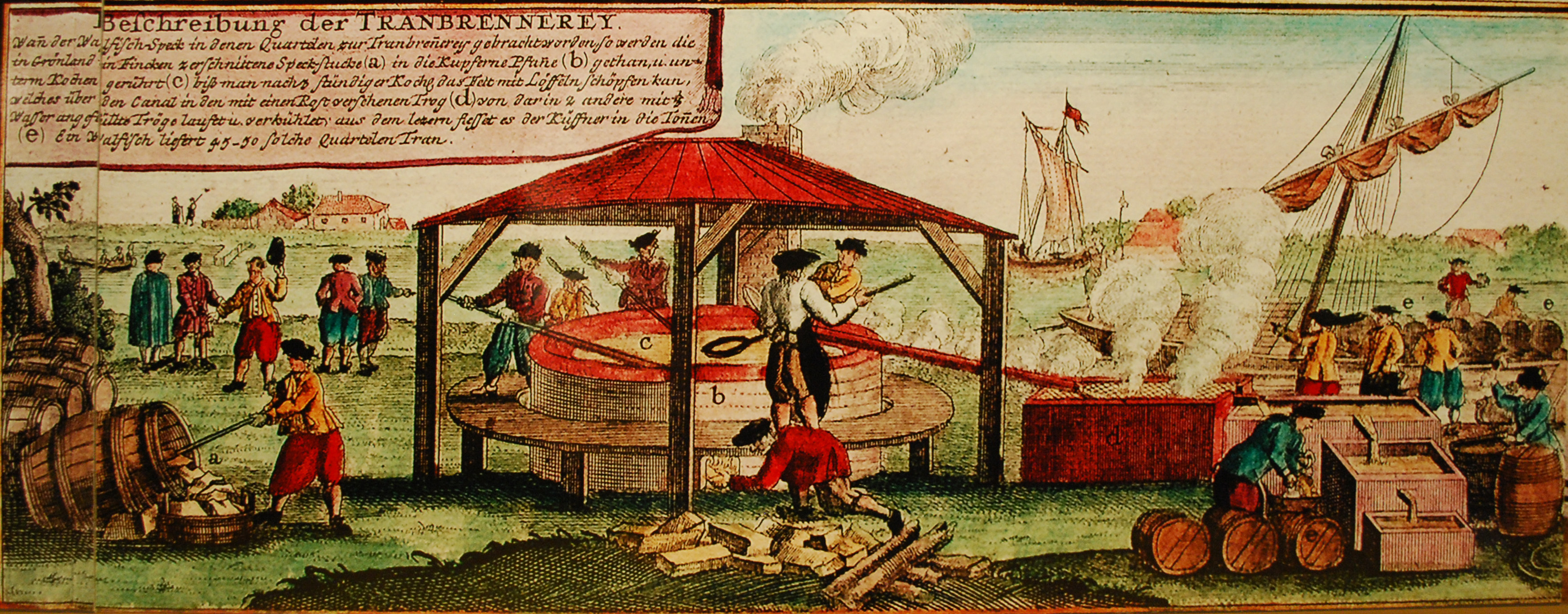
Extraction d'huile de baleine, illustration v. 1790

« Au XVIe siècle, devant la raréfaction des proies sur leurs côtes, les Basques partent en haute mer... Très vite, ils ne reviennent plus sur le rivage mais dépècent l’animal au large tandis que la graisse, fondue à bord, est stockée dans des tonneaux »,.

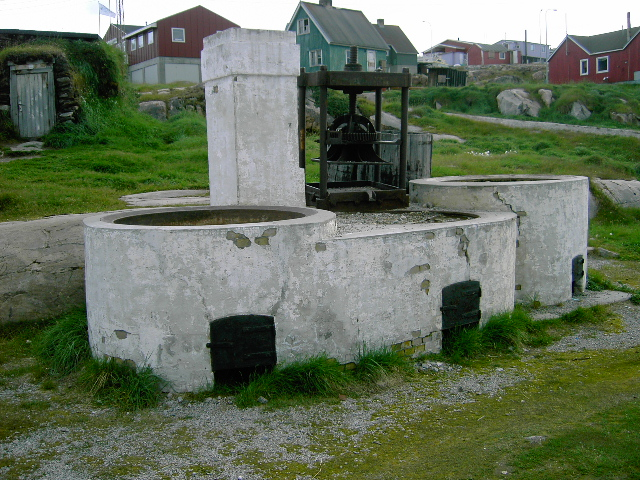
Four utilisé pour produire l'huile de baleine (Ilulissat, Groenland)

Au Canada, « entre l’instant où... l'animal (enfin mort) est amarré le long du navire et celui où son huile est prête à être stockée, il se déroule une soixantaine d’heures de travail ininterrompu... Le cétacé sera tranché, décollé, pelé, coupé et émincé en barrettes de graisse (50/60 cm) qui seront mises à fondre dans une chaudière à bois. La fonte est une opération très délicate dont dépend la couleur et la qualité de l’huile. Il faut remuer en permanence... le bouillon pour lui éviter de noircir. Le capitaine y veille personnellement. Au fur et à mesure, on enlève les résidus appelés cretons qui sont mis à sécher puis ajoutés au combustible. Lorsque l’huile est faite (elle crépite quand on y jette quelques gouttes d’eau), elle est déversée dans un réservoir appelé couloir pour se refroidir ; puis mise en barriques (saisies sur le pont) pendant 48 heures avant d’être transvasée dans les barils de cale. Elle est enfin prête… Le métier de baleinier fut probablement le plus dur de la marine à voile »,. Aujourd’hui, il reste des traces des fonderies de transformation de la graisse de baleine » ⟨d'antan⟩,,.

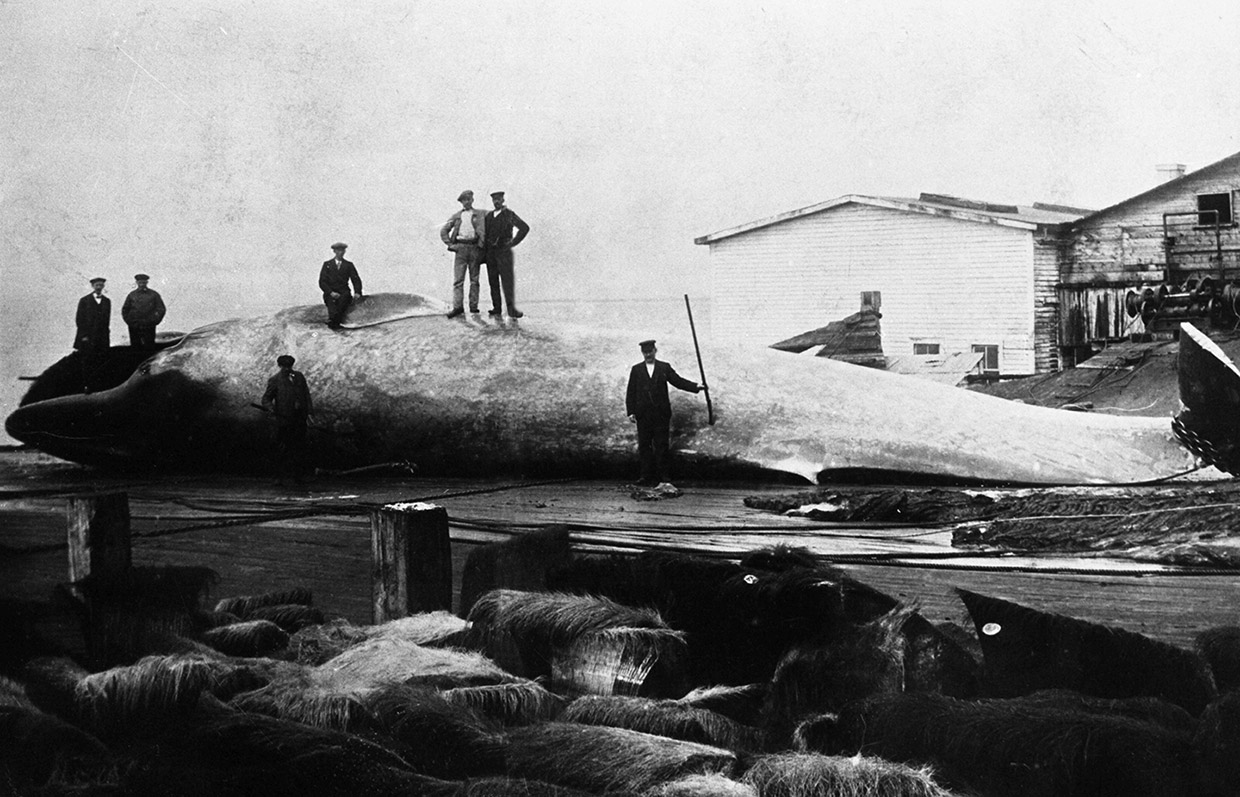
Ouvriers de Steam Whaling, fabrique d'huile de baleine, posant sur une baleine, baie des Sept-Iles (Canada), v. 1910

Entre 1905 et 1913, dernière année d’activités de la fabrique de la société norvégienne Steam Whaling, « les chasseurs harponnaient environ 75 baleines chaque année entre juillet et octobre ». Le gras du cétacé, une fois fondu, entrait dans la fabrication d'aliments, d'autres produits et servait de combustible. « Les soixante employés et la vingtaine de pêcheurs norvégiens saisonniers de la Steam Whaling extrayaient plus de 900 000 litres d’huile par année ».
« Les Européens consommaient des millions de gallons d'huile de baleine... Le baleinier moyen (basque) pouvait transporter 1 250 tonneaux d'huile extraite du lard de 25 baleines. Ces « barricas » étaient entreposées dans la cale. Artisans privilégiés, les tonneliers assemblaient les tonneaux, fabriquaient et réparaient les autres contenants. Les baleiniers transportaient des douves et des fonds de tonneaux ainsi que des branches de saule ou d'aulne destinées aux cerceaux » des tonneaux d'huile de baleine,.

### Production

Taille d'un grand cachalot

Pour donner un ordre d'idée, il faut savoir qu'un cachalot en pleine croissance peut produire une tonne de spermaceti, qu'un rorqual bleu de 26 mètres produit 27 tonnes d'huile et qu'au temps de sa commercialisation, « une seule baleine pouvait remplir de 70 à 140 barils, contenant chacun 160 litres d’huile ».

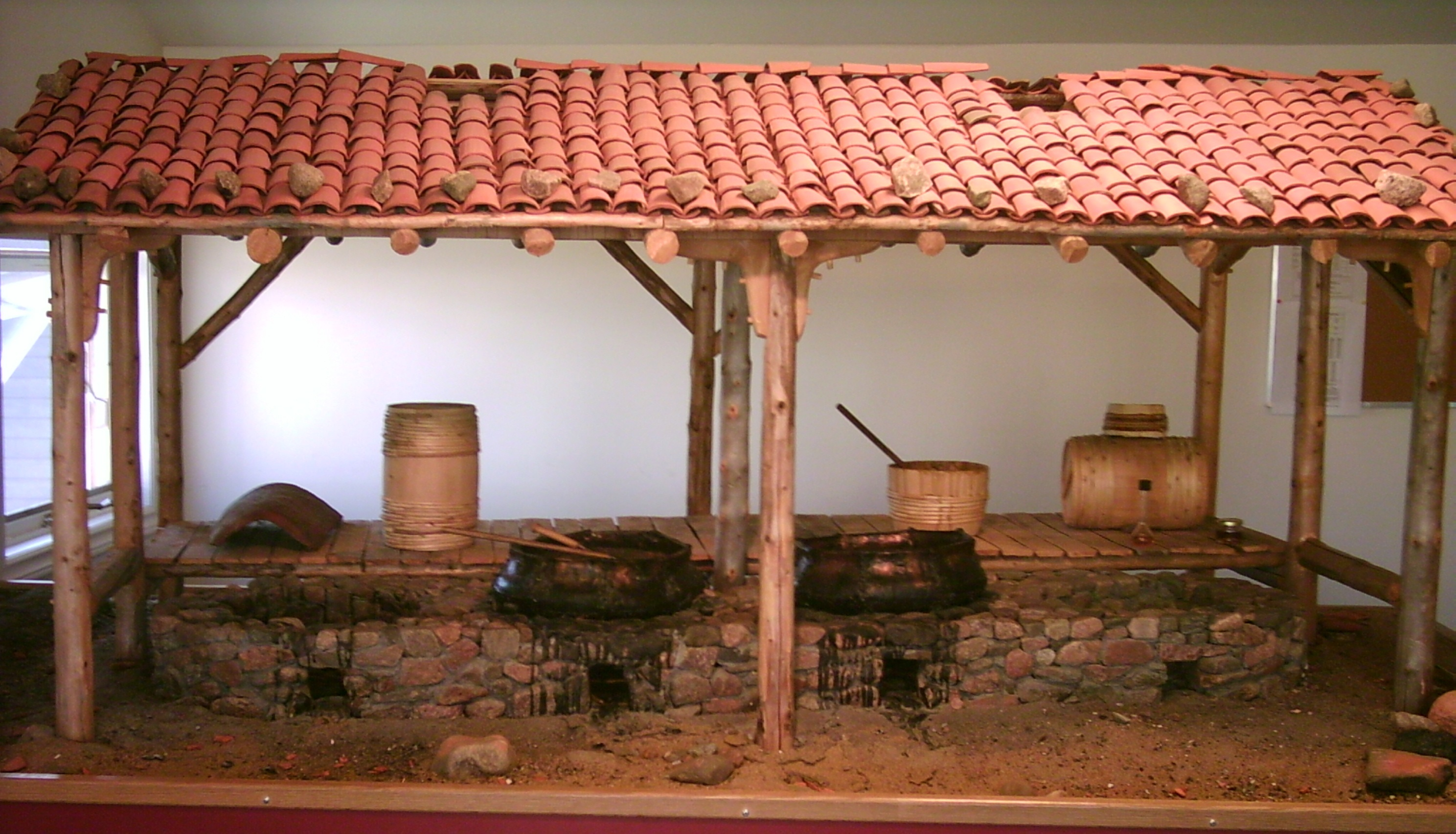
Reconstitution des fours de fonte d'huile de baleine sur le site archéologique basque à Red Bay, Labrador (Canada)

## Utilisation

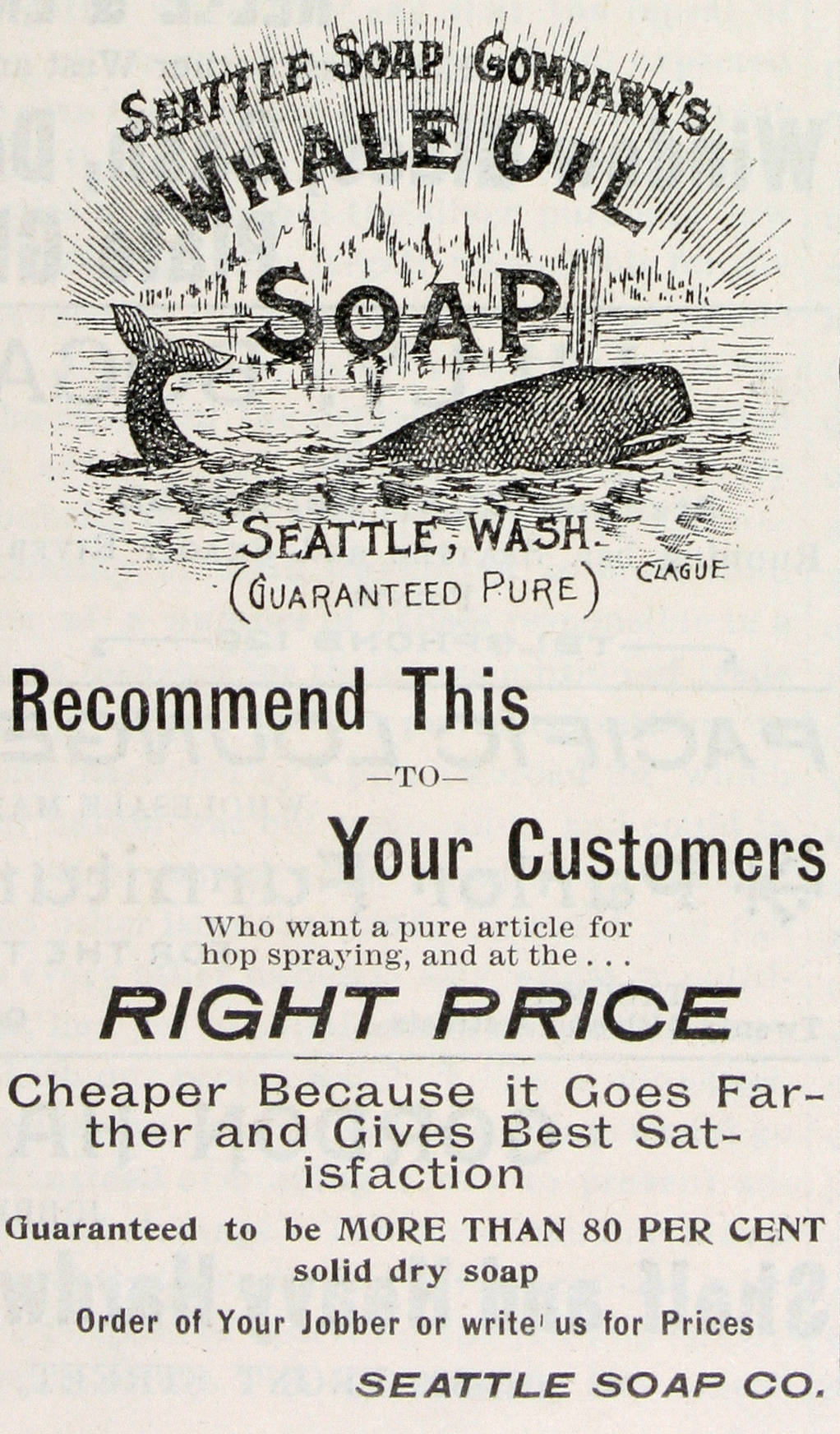
Réclame pour une savonnerie d'huile de baleine, Seattle (Etats-Unis) 1886

L'huile de baleine a d'abord servi de combustible pour les lampes à huile et comme cire pour les bougies.
Elle a également été utilisée comme ingrédient dans la fabrication de certains aliments, de la margarine, aussi en parfumerie ou comme excipient cosmétique, dans la fabrication du savon, de peintures, de vernis, de la laine, dans le graissage des cuirs, l'imperméabilisation des bois, la lubrification des armes et des outils, et l'éclairage public - avant qu'elle ne soit remplacée par le pétrole, le gaz de ville, puis l'électricité. Pour l'éclairage des villes, il s'agissait souvent d'huile de rorqual.
Ainsi Charles Giraud écrivait-il en 1817 :

« L'éclairage par le gaz est aujourd'hui répandu à un tel point en Angleterre, pour les rues, les boutiques, les ateliers, les spectacles, les fabriques et les temples, que l'on a craint que cette invention, en diminuant l'usage de l'huile de baleine, ne nuisît aux pêcheries anglaises. »

L'huile de baleine se saponifie aisément à raison de « 0,6 de son poids d'hydrate potassique et cinq parties d'eau » pour donner un savon brun complètement soluble dans l'eau.

Pour certains usages, on préférait à la stéarine : « le spermaceti ou « blanc de baleine », pour notamment la lubrification des machines à vapeur et plus récemment des moteurs de voitures de course ». Il était autrefois utilisé en grande quantité comme base dans les pommades médicamenteuses ainsi que dans les cosmétiques et les hydratants. 

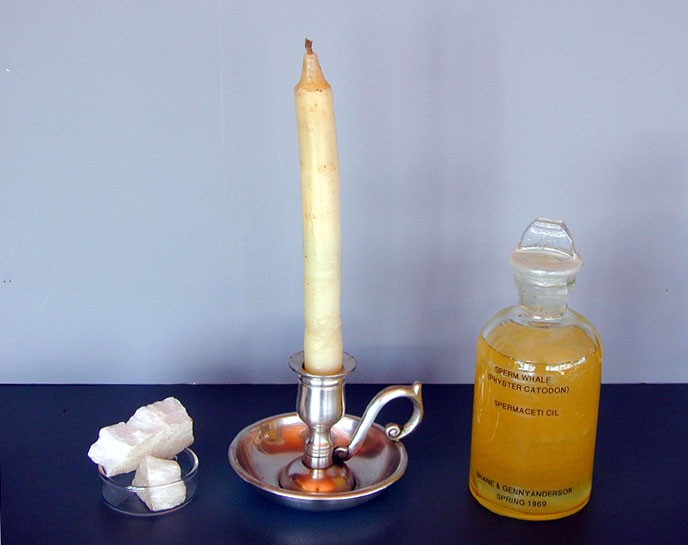
Cire de spermaceti en vrac, bougie en spermaceti et fiole d'huile de spermaceti
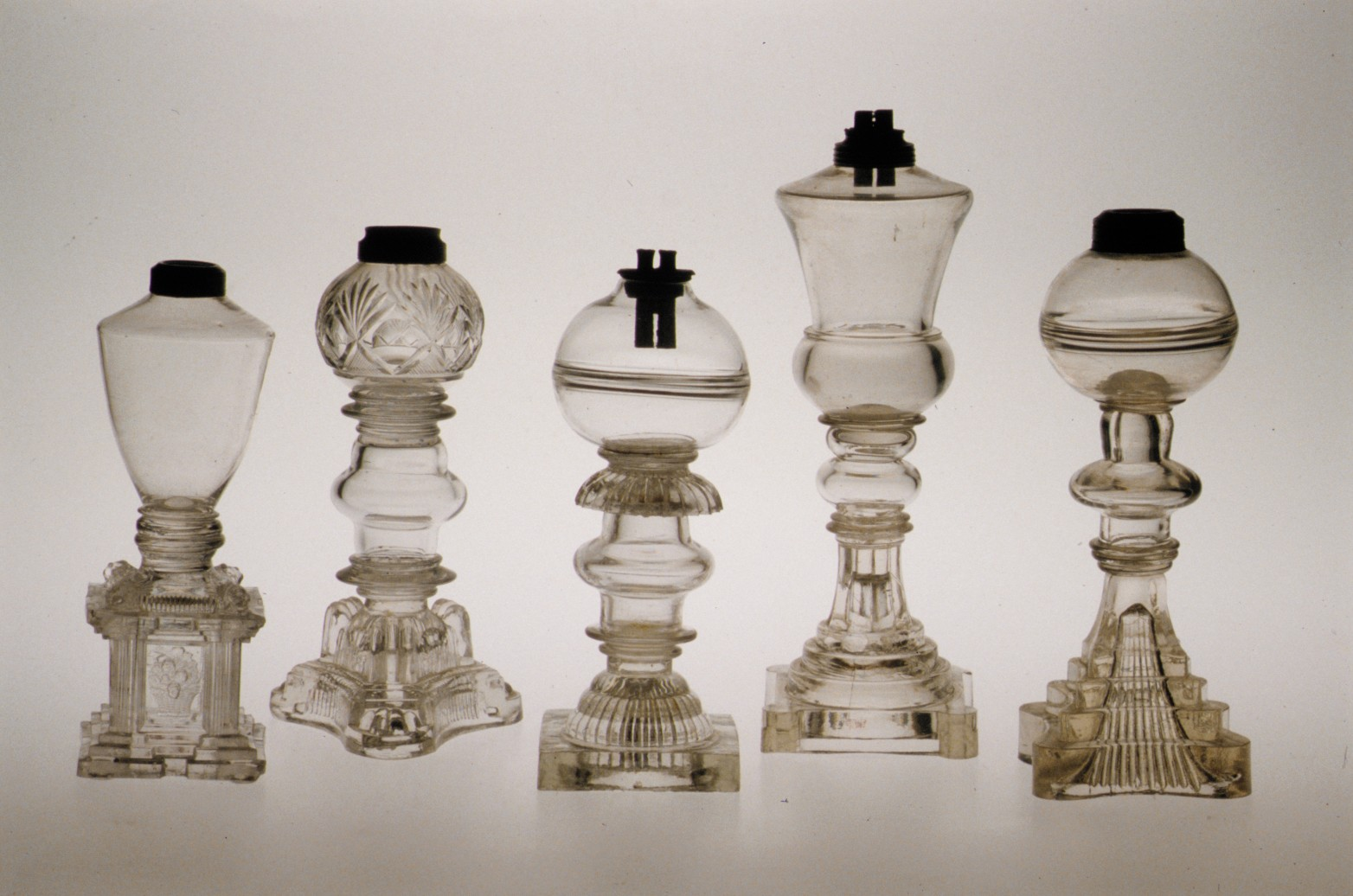
Lampes à huile de baleine, en verre, 1830–40
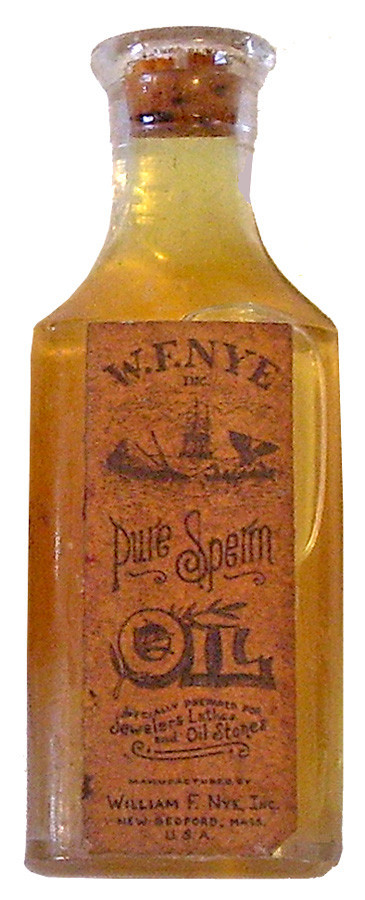
Bouteille d'huile de spermaceti

À la fin du XVIIIe et au début du XIXe siècle, l'huile de spermaceti était réputée pour son pouvoir éclairant, sa flamme brillante et inodore (se substituant alors à l'huile de tripe, nauséabonde), et pour ses vertus lubrifiantes grâce à sa faible viscosité et sa stabilité. Vers 1870, à l’initiative des Américains H. Rogers et Charles Pratt, elle est remplacée par des alternatives moins coûteuses telles que le kérosène et les lubrifiants à base de pétrole. Dans l'entre-deux-guerres, l'huile de baleine est utilisée pour produire de la margarine, notamment en Angleterre, mais ce produit sera finalement remplacé par l'huile végétale, moins chère, et le beurre. Depuis 1987, avec l'interdiction internationale de la chasse à la baleine, l'huile de spermaceti n'est plus vendue légalement.
De nos jours, l'huile de jojoba remplace avantageusement celle de spermaceti dans les industries alimentaire et cosmétique.

## Commerce

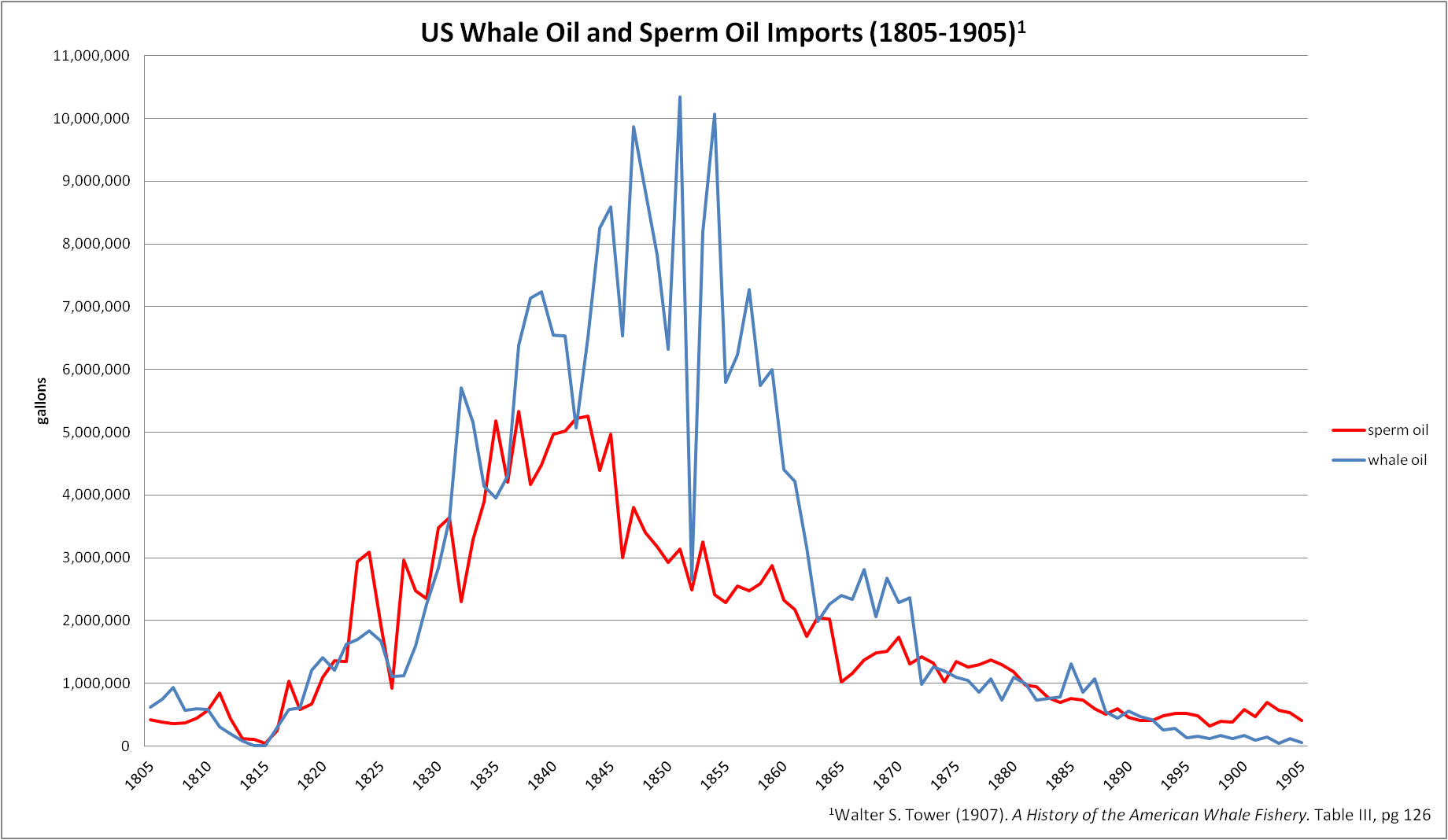
Importations américaines de l'huile de baleine indiquée en et de celle de spermatique indiquée en, entre 1805 et 1905

« Depuis le Moyen Âge, et peut-être dès l’Antiquité romaine, l’huile tirée de la fonte du lard des baleines à fanons – surtout des baleines grises et franches, particulièrement riches en graisse – était un produit courant ».
« La cargaison d’un bateau, chargé à pleine capacité ⟨d'huile de baleine⟩, rapportait l’équivalent actuel de plusieurs millions d’euros.
Le commerce du spermaceti « connut son apogée du XIXe siècle à la fin de la Seconde Guerre mondiale, avant que les grands cachalots, en voie d'extinction, ne soient protégés par la Commission baleinière internationale (CBI) en 1985 » et que l'huile de baleine soit devenue plus chère que les autres huiles. La savonnerie américaine n'emploie plus d'huile de baleine depuis 1946.

## Législation
En 1946, la France participe à la création de la CBI (Commission baleinière internationale) à la Convention de Washington puis en 1985 au titre de la CITES, la Convention sur le commerce des espèces menacées, dont les objectifs sont de protéger les baleines et autres cétacés, et d'interdire « toute prise d’animaux appartenant à une espèce en danger ». Partant, l'huile de baleine n'entre dans plus aucun produit commercialisé en France mais cela n'est pas le cas pour d'autres pays.

## Dans la culture
- Dans la franchise Dishonored, l'huile de baleine est au cœur de la Révolution industrielle de l'Empire des Îles. Un abattoir ainsi qu'une ancienne raffinerie d'huile de baleine sont au cœur de deux niveaux du premier Dishonored. Elle sert à alimenter la plupart, si ce n'est la totalité, des machines utilisées sur l'île de Gristol.

## Citation
« Une lampe de pierre, remplie d'huile de baleine, et dont la mèche était faite d'une mousse séchée, servait à la fois à nous réchauffer et à cuire la chair des veaux marins. »

(François-René de Chateaubriand, Les Martyrs, 1809)